# La ley y la vida
La ley y la vida fue una serie española de televisión, producida por Cartel y estrenada por TVE en 2000.
La serie ha sido repuesta íntegra en Rioja Televisión y CyL8.

## Argumento
Adolfo, Lalo y Camino son tres profesionales de la abogacía que se conocieron en la Facultad de Derecho. Lalo era rico y ambicioso, pero Camino decidió romper su relación sentimental con él para unirse a Adolfo. Años después vuelven a coincidir en un despacho de abogados, en el que la competitividad y la falta de ética resultan ser la clave del éxito.

## Reparto
- Toni Cantó ... Adolfo Vázquez
- Mabel Lozano ... Camino Arrieta
- Andoni Ferreño ... Lalo Ordoño
- Tita Planells ... Lita Pardo
- Víctor Valverde ... Andrés Maldonado
- Mapi Galán ... Sonia Segura
- Jennifer Rope ... Paulina
- Maria Kosty ... Mujer de Maldonado
- Carlos Gil ... Blas Piñero

## Ficha Técnica
- Dirección: Germán Álvarez Blanco
- Guiones: Germán Álvarez Blanco
- Producción: Eduardo Campoy
- Música: Mario de Benito
- Fotografía: José Altalbe
- Dirección Artística: Javier Fernández